# Windsorská dynastie
Windsorská dynastie nebo dynastie Windsor (anglicky House of Windsor) je od roku 1917 název vládnoucího panovnického rodu ve Spojeném království Velké Británie a Severního Irska a v některých zemích Commonwealthu. Původně sasko-kobursko-gothajsko-hannoverská dynastie vládnoucí od roku 1901 (potomci královny Viktorie, která pocházela z hannoverské dynastie, a jejího manžela prince Alberta Sasko-Koburského), od roku 2022 jde po mužské linii o větev rodu glücksburského.

## Historie
Od roku 1714 držela britský trůn původem německá hannoverská dynastie, na kterou po smrti královny Viktorie roku 1901 navázala osobou Eduarda VII. dynastie koburská (po jeho otci). V období první světové války (1914–1918), kdy byla Velká Británie ve válečném stavu s Německem a v zemi panovala silně protiněmecká nálada, se však evidentně německý původ a název dynastie staly politicky neúnosným. Královský pár měl z obou stran německé předky i příbuzné, z nichž zejména německý císař Vilém II., bratranec králův, symbolizoval pro Brity neuvěřitelné hrůzy války. 
Král a hlava rodu Jiří V. tedy 17. července 1917 přijal rozhodnutí, že původní název dynastie Saxe-Coburg-Gotha se nahradí novým, anglicky znějícím názvem Windsor, podle královské rezidence západně od Londýna. Tím se mu podařilo do jisté míry uklidnit nacionalisty, z nichž začínal mít obavy. Specificky stanovil jméno Windsor jako příjmení pro všechny potomky královny Viktorie, kteří sídlili ve Spojeném království, vyjma žen, které se do těchto rodin přivdaly.
V důsledku událostí a politických změn během první světové války a po ní byla řada evropských monarchů zbavena trůnu krále či císaře. Tak se stalo i s dalším bratrancem Jiřího V., ruským carem Mikulášem II., který byl v roce 1917 sesazen z trůnu a roku 1918 s celou rodinou bolševiky zavražděn. I mnoho dalších monarchů (Rakousko, Německo, Řecko, později Španělsko) sesadily revoluční změny v důsledku první světové války z trůnu. Řada z nich byla s Jiřím V. příbuzná a on se začal o své místo na trůně vážně a oprávněně obávat. Také se snažil zachránit mnohé své příbuzné monarchy a šlechtice, mezi které patřil např. princ Ondřej Řecký a princezna Alice z Battenbergu a jejich děti. Mezi nimi byl princ Filip, který se později oženil s vnučkou Jiřího V., královnou Alžbětou II.
Roku 1960 byl název Windsorské dynastie s ohledem na manžela Alžběty II. prince Philipa rozšířen na Mountbatten-Windsor pro vzdálenější potomky, s tím že královna sama a její přímí potomci si výlučně podrží příjmení Windsor. To platí i pro současného krále Karla III., který už je v mužské linii potomkem rodu glückburského.

## Panovníci Spojeného království
Dynastie Saxe-Coburg-Gotha
- 1901–1910 Eduard VII.

Dynastie Windsor
- 1910–1936 Jiří V., v roce 1917 přejmenoval svoji dynastii na Windsorskou
- 1936 Eduard VIII.
- 1936–1952 Jiří VI.
- 1952–2022 Alžběta II.
- 2022–dosud Karel III.

## Rodokmen
- JV král Jiří V. (1865–1936)
  -  Eduard VIII. (1894–1972)
  -  JV král Jiří VI. (1895–1952)
    -  JV královna Alžběta II. (1926–2022) ∞ Princ Philip, vévoda z Edinburghu (1921–2021)
      -  JV král Karel III. (* 1948)
        - Princ z Walesu (Princ William; * 1982) – následník trůnu
          - Princ George z Walesu (* 2013)
          - Princezna Charlotte z Walesu (* 2015)
          -  Princ Louis z Walesu (* 2018) 

        -  Vévoda ze Sussexu (Princ Harry; * 1984)
          - Princ Archie ze Sussexu (* 2019)
          - Princezna Lilibet ze Sussexu (* 2021)

      - Vévoda z Yorku (Princ Andrew; * 1960)
        - Princezna Beatrice z Yorku (* 1988)
        -  Princezna Eugenie z Yorku (* 1990)

      - Vévoda z Edinburghu (Princ Edward; * 1964)
        - Hrabě z Wessexu (James; * 2007)
        -  Lady Louise Mountbatten-Windsor (* 2003)

      -  Královská princezna (Princezna Anne; * 1950)

    -  Princezna Margaret, hraběnka ze Snowdonu (1930–2002)

  - Královská princezna Marie, hraběnka z Harewoodu (1897–1965)
  - Princ Henry, vévoda z Gloucesteru (1900–1974)
    - Princ William z Gloucesteru (1941–1972)
    -  Princ Richard, vévoda z Gloucesteru (* 1944) – nejvýše postavený agnatický člen původní Windsorské dynastie
      - Alexander Windsor. hrabě z Ulsteru (* 1974)
        - Xan Windsor, Lord Culloden (* 2007)
        -  Lady Cosima Windsor (* 2010)

      - Lady Davina Lewis (* 1977)
      -  Lady Rose Gilman (* 1980)

  - Princ Jiří, vévoda z Kentu (1902–1942)
    - Princ Edvard, vévoda z Kentu (* 1935)
      - George Windsor, hrabě ze St. Andrews (* 1962)
        - Edward Windsor, Lord Downpatrick (* 1988)
        - Lady Marina Charlotte Windsor (* 1992)
        -  Lady Amelia Windsor (* 1995)

      - Lord Nicholas Windsor (* 1970)
        - Albert Windsor (* 2007)
        - Leopold Windsor (* 2009)
        -  Louis Windsor (* 2014)

      -  Lady Helen Taylor (* 1964)

    - Princ Michael z Kentu (* 1942)
      - Lord Frederick Windsor (* 1979)
        - Maud Windsor (* 2013)
        -  Isabella Windsor (* 2016)

      -  Lady Gabriella Windsor (* 1981)

    -  Princezna Alexandra, ctihodná lady Ogilvy (* 1936)

  - Princ Jan (1905–1919)